# Ruine Scharfeneck
Die Ruine Scharfeneck ist die Ruine einer Spornburg nordöstlich des Marktfleckens Oberscheinfeld im Landkreis Neustadt an der Aisch-Bad Windsheim in Mittelfranken. Sie befindet sich auf dem Schlossberg, einem 425 Meter hohen Bergsporn des Steigerwaldes. Von der ursprünglichen Burg Scharfeneck existiert heute nur noch der 16 Meter hohe Bergfried, der vom Steigerwaldklub Oberscheinfeld als Aussichtsturm unterhalten wird.

## Geschichte
Die bis ins 16. Jahrhundert hinein „Veste Scheinfeld“ genannte Burg Scharfeneck wurde wahrscheinlich bereits während der fränkischen Landnahme im 6. Jahrhundert von einem fränkischen Adeligen namens Scego oder Skago gegründet. Die Vorgängerburg, von der sich keine Reste erhalten haben, war im hohen Mittelalter nachweislich Sitz des edelfreien Frankengeschlechts derer von Scheinfeld (Sgegevelet 1114, Segevelt 1151, Sheigenvelt 1186), dem u. a. der Wormser Bischof Leopold II. von Schönfeld (Scheinfeld) entstammte. Um das Jahr 1201 verpfändete der Scharfenecker Ritter Friedrich de Scevelt seinen Besitz dem Bamberger Bischof Timo, um sich auf den Vierten Kreuzzug (1202–1204) vorzubereiten. Nach seinem Tod fiel die Burg an das Bistum Bamberg. Im Jahr 1339 erschien die Burg im Bamberger Burghutverzeichnis, als Johann von Dachsbach, Vogt und Ritter von Scheinfeld, eine Herdstätte „hinter dem Turm“ samt Weinstöcken verliehen bekam. Nach 1366 wechselte die Burg wiederholt den Besitzer, darunter der Bamberger Domherr Graf Albrecht von Wertheim und die Ritter von Kappel. Nachdem die Burg bereits 1504 als baufällig („ein öd schlos trob“) bezeichnet wurde, schritten die Bamberger Amtmänner um das Jahr 1545 zum Abbruch, um mit den Steinen unten in der Ortsmitte von Oberscheinfeld ein neues, bequemeres Schloss zu bauen. Nur der Bergfried blieb als Ausguck auf dem Schlossberg zurück.
Heute ist der Bergfried im Sommerhalbjahr an Sonn- und Feiertagen zugänglich.

## Baugeschichte
Auf dem Schlossberg gibt es keinen konkreten Hinweis auf eine Burganlage vor dem 13. Jahrhundert. Von der 1504 erwähnten Katharinenkapelle auf dem Schlossberg fehlt ebenfalls jede Spur. Auf dem durch zwei Halsgräben abgetrennten Bergsporn hat sich als einziger aufgehender Burgrest der Bergfried erhalten, dem zu seiner ursprünglichen Höhe von etwa 20 Meter heute nur wenige Meter fehlen. Der wuchtige Bergfried aus Buckelquadern entstammt der Zeit zwischen 1240 und 1250, darauf weisen Form der Buckelquader und die Ausgestaltung des Turmes hin. Mit einer Seitenlänge von 7,2 Meter und einer Mauerstärke von 2,8 Meter wird der Turm wohl als Machtsymbol, Auslug und sicherer Verwahrungsort gedient haben. Er erhebt sich über einem quadratischen Grundriss und schließt mit einer Aussichtsplattform ab. Die Außenmauern bestehen aus sorgfältig behauenen Schilfsandsteinen, die vor allem an den Ecken gebuckelt sind. Auffällig ist die ornamentale Anordnung der unterschiedlich gefärbten Sandsteinquader: Während die Grundstruktur des Turms aus grauem Sandstein besteht, weisen die Eckquader beige-gelbliche Steine auf. Die Westwand enthält in 10 Meter Höhe noch den originalen Hocheingang, der in einen kleinen Raum mit einer romanisch überwölbten Fensterkammer führte. Ein hier geplanter Kamin kam aber offensichtlich nicht mehr zur Ausführung.
Ende des 19. Jahrhunderts erschloss man den Turm für den Tourismus, indem man einen ebenerdigen Durchgang in das Mauerwerk brach und eine 77-stufige Holztreppe einbaute. In den Jahren 1972/73 wurde diese Treppe erneuert und auf 74 Stufen reduziert. Die jüngste Sanierung des Turms nahm der Steigerwaldklub, Zweigverein Oberscheinfeld, in den Jahren 1999 bis 2001 mit einer sorgsamen Steinergänzung und Reparaturen an der Aussichtsplattform (442,6 m über NN) vor.